# Thomas R. Bard
Thomas Robert Bard (ur. 8 grudnia 1841 w Chambersburg, zm. 5 marca 1915 w Port Hueneme) – amerykański polityk, członek Partii Republikańskiej.

## Działalność polityczna
W okresie od 7 lutego 1900 do 3 marca 1905 był senatorem Stanów Zjednoczonych z Kalifornii (1. Klasa).